# 안동댐

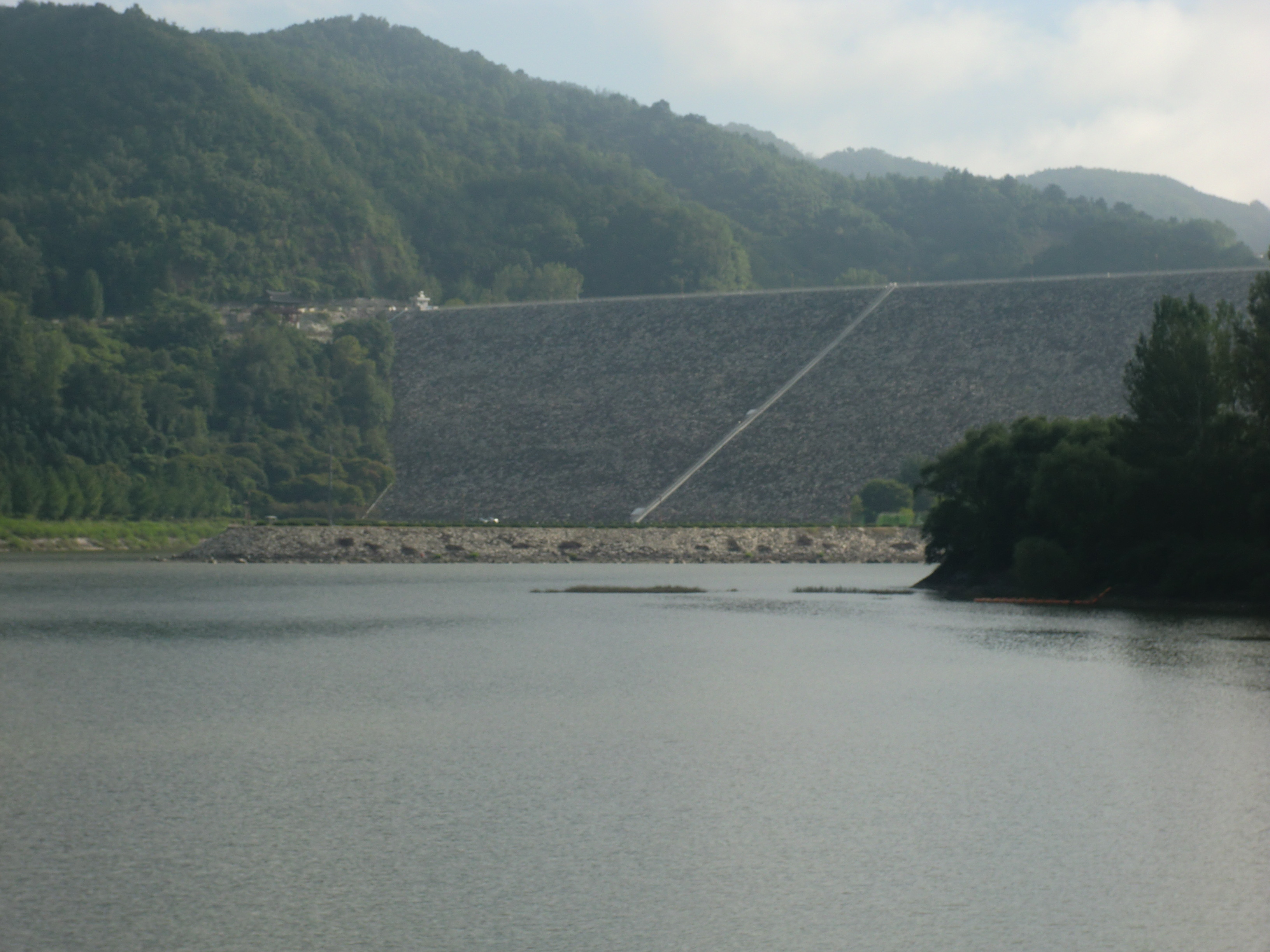
안동댐

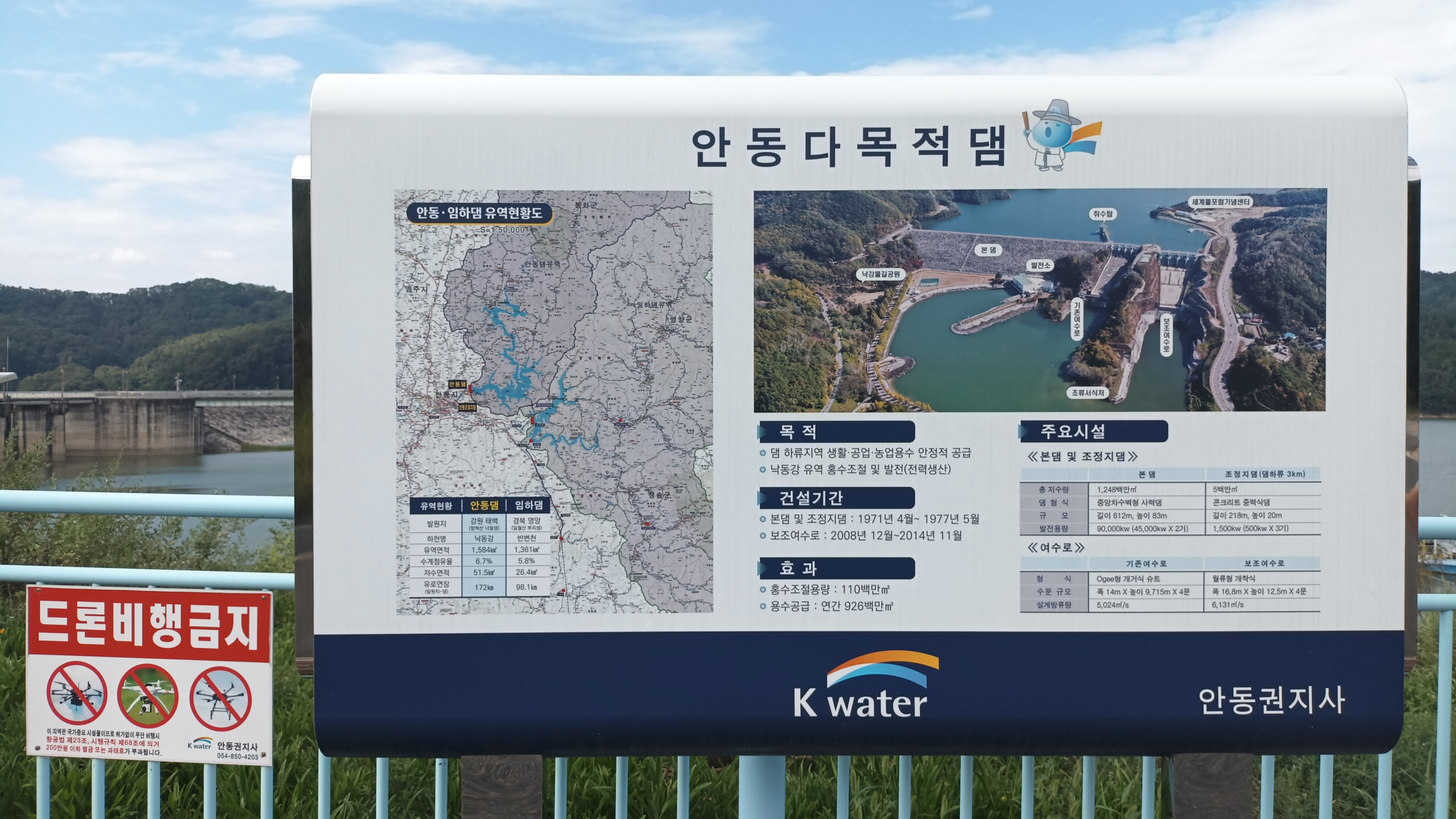
안동댐 안내판

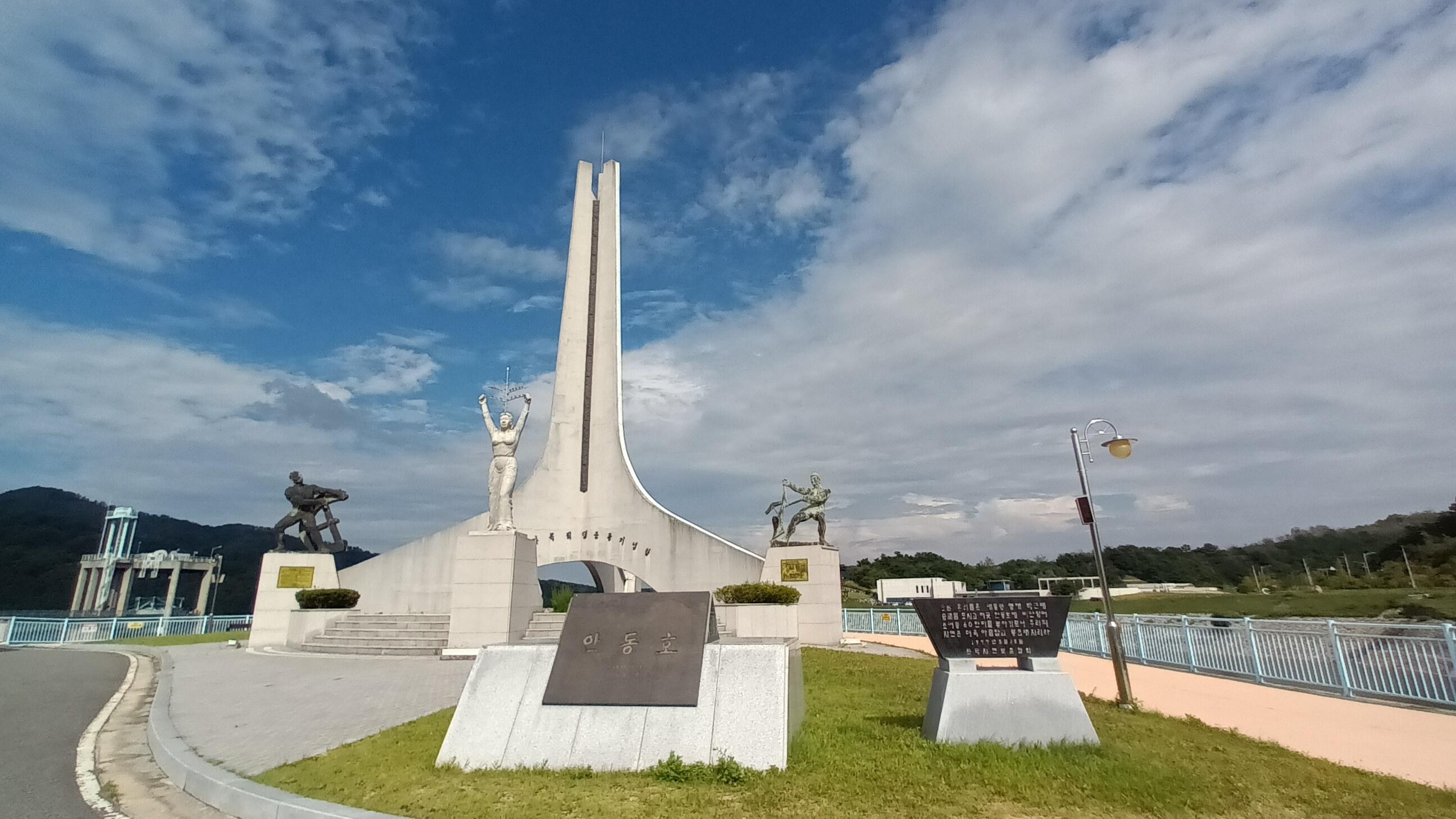
안동댐 기념비

안동댐(安東Dam)은 경상북도 안동시에 있는 다목적댐이다. 높이 83 m, 길이 612 m, 체적 4,014천 m3, 저수용량 12억 4800만 m3의 중앙차수벽형 사력댐으로 시설용량 9만㎾의 국내최초 양수겸용 발전소를 갖추고 있다. 이 댐은 낙동강 하구로부터 약 340km상류에 위치하며, 1971년 4월에 착공하여, 5년 6개월만인 1976년 11월에 본댐을 준공하였다. 안동댐은 하류지역의 44,000ha에 달하는 농지에 연간 3억m3의 농업용수를 공급하고, 부산, 대구 등에 연간 4억m3의 생활, 공업용수를 공급하여 식량증산과 산업발전에 크게 기여하고 있다. 또한 빈번히 일어나던 낙동강 중상류 지역의 홍수 통제에 큰 역할을 하고 있다.

## 개요[1]
- 하천명 : 낙동강 본류
- 위치

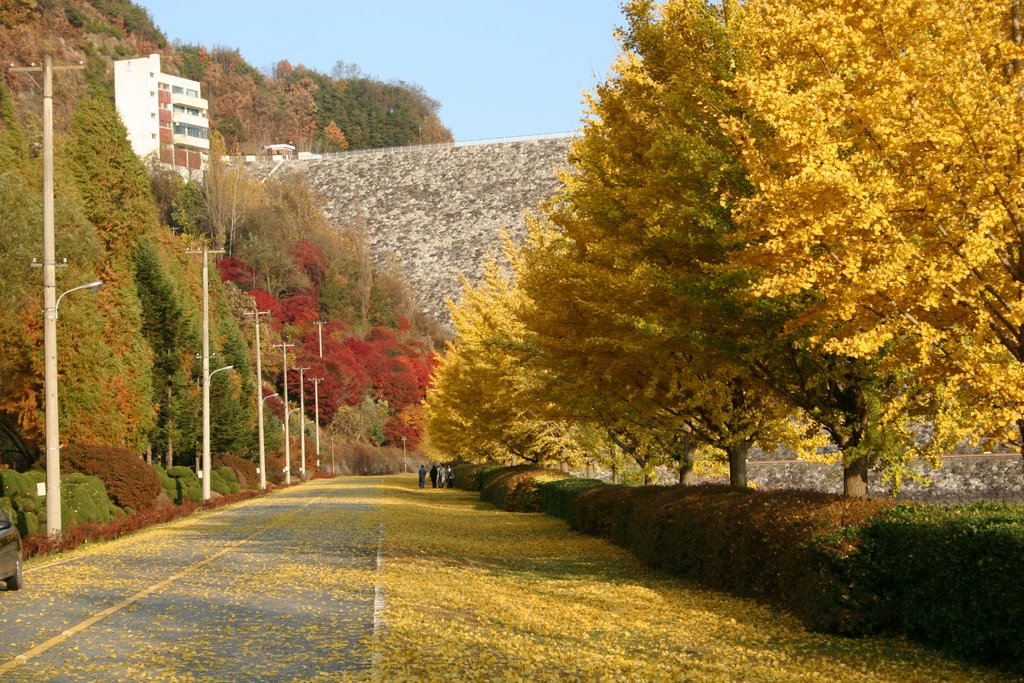
안동댐 가는 길

  - 좌 안 : 경상북도 안동시 성곡동
 우 안 : 경상북도 안동시 상아동
- 유역면적 : 1,584km2
- 총사업비 : 40,361백만원
- 연평균강우량 : 950mm
- 연평균유입량 : 850백만m3
- 사업기간 : 1971. 4 - 1977. 5

### 본댐

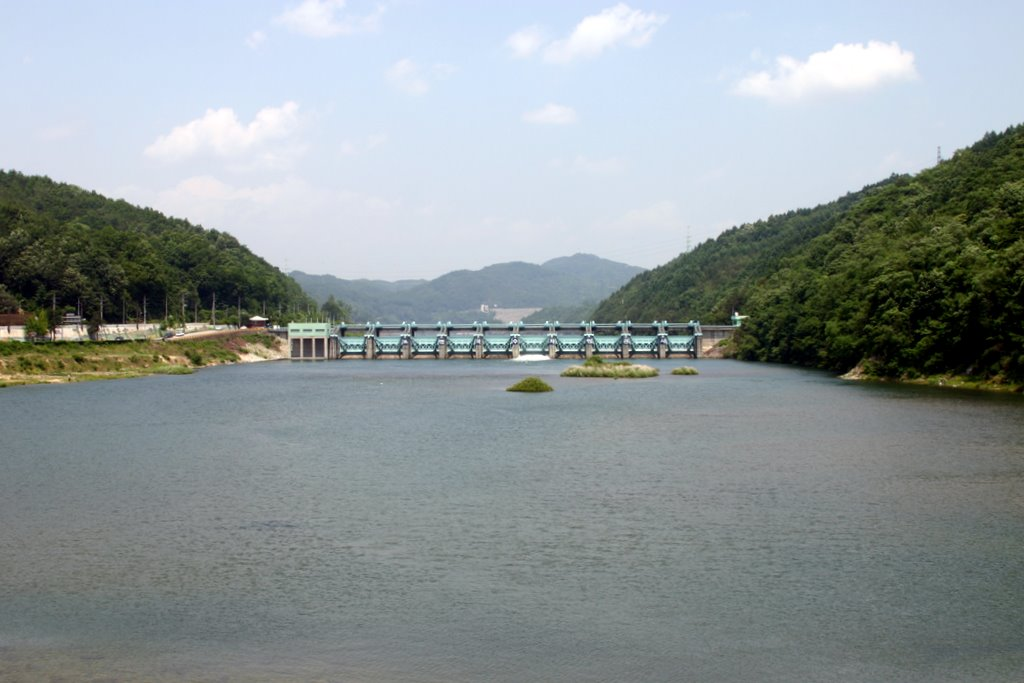
안동댐 역조정지

- 형식 : 사력
- 길이 : 612m
- 높이 : EL 83m
- 체적 : 4,015천m3
- 표고 : EL 166.00m

### 저수지
- 계획홍수위 : EL 161.70m
- 상시만수위 : EL 160.00m
- 홍수기 제한수위 :
- 저수위 : EL 110.00m
- 총저수용량 : 1,248백만m3
- 유효저수용량 : 1,000백만m3
- 저수면적 : 51.5km2
- 홍수조절용량 : 110백만m3

### 조정지댐
- 형식 : 콘크리트 중력식
- 높이 : 20m
- 길이 : 218m
- 유효저수량 : 3백만m3
- 시설용량 : 45천㎾× 2대
- 수차발전기 : DERIAZ 사류형
- 정격낙차 : 57m

## 부정적 영향
안동댐이 건설되면서 안동군 월곡면이 폐지되었으며 예안면, 도산면, 와룡면 일대의 수많은 자연마을들이 수몰되었다. 그에 따라 집과 땅을 잃은 주민들이 안동시 지역을 비롯해 타지역으로 이주해야 했으며 안동의 평균 기온을 떨어뜨리고 평균 안개 일수를 크게 늘림으로서 자연 환경과 생태계에 부정적인 영향을 미쳤다.
안동댐의 건설 이후 안동에는 대규모 공장 설립이 법으로 금지되었으며 지금까지도 낙동강 상류 지역의 개발 사업이 식수 오염으로 연결될 것을 두려워 하는 하류 지역의 도시들과 마찰이 일어나고 있다.

## 여담
- 홍준표 대구광역시장의 취수원 이전 공약에 따라 안동댐의 물을 대구광역시에 조달하는 계획이 추진됐다. 2022년 11월 2일 '맑은물 공급과 상생발전 업무협약식'을 통해 공식화됐다.[2]